# Čtvrtě
Národní přírodní rezervace Čtvrtě byla založena roku 1989. Důvodem ochrany je pestrá mozaika lesních typů se vzácnou květenou. Rezervace se nachází na území obce Mcely v okrese Nymburk ve Středočeském kraji a je v péči Správy Chráněné krajinné oblasti Kokořínsko – Máchův kraj. V chráněném území se nachází pozůstatky pravěkého hradiště nad Studci.

## Popis oblasti
Mezi chráněné a ohrožené rostlinné druhy, rostoucí v oblasti, patří například bledule jarní (Leucojum vernum) či kruštík drobnolistý (Epipactis microphylla). Ten zde má pravděpodobně jedinou českou lokalitu výskytu. Historické záznamy mluví o některých druzích orchidejí, ty však nebyly od 90. let 20. století potvrzeny. V rezervaci rostou dva památné stromy: buk a dřín.
Z vzácnějších druhů živočichů ve Čtvrtích žije skokan štíhlý (Rana dalmatina) a ještěrka obecná (Lacerta agilis), mezi významnější druhy ptáků patří například skřivan lesní (Lullula arborea), žluva hajní (Oriolus oriolus), krahujec obecný (Accipiter nisus) a krutihlav obecný (Jynx torquilla).

## Galerie

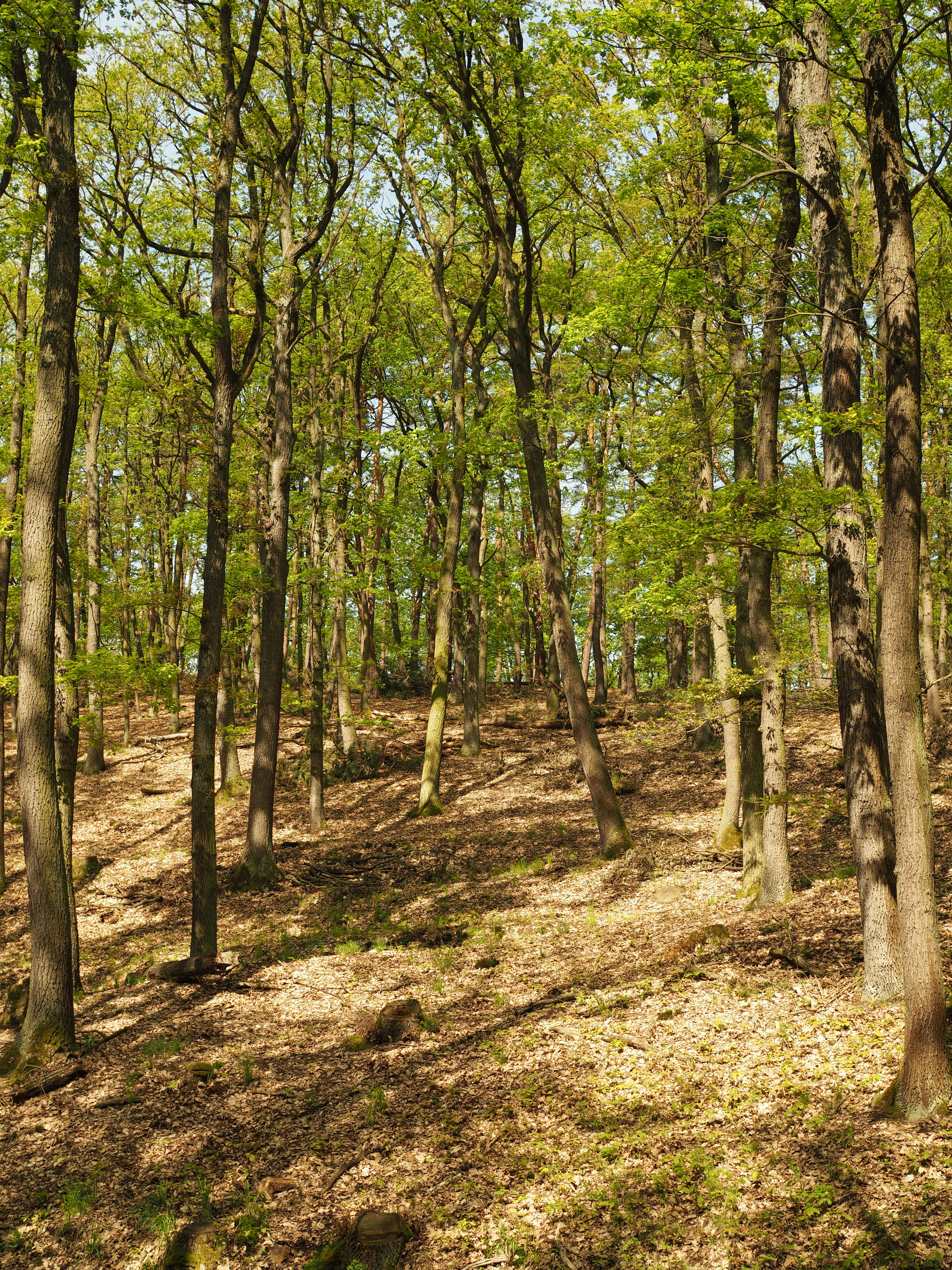
Les na jaře
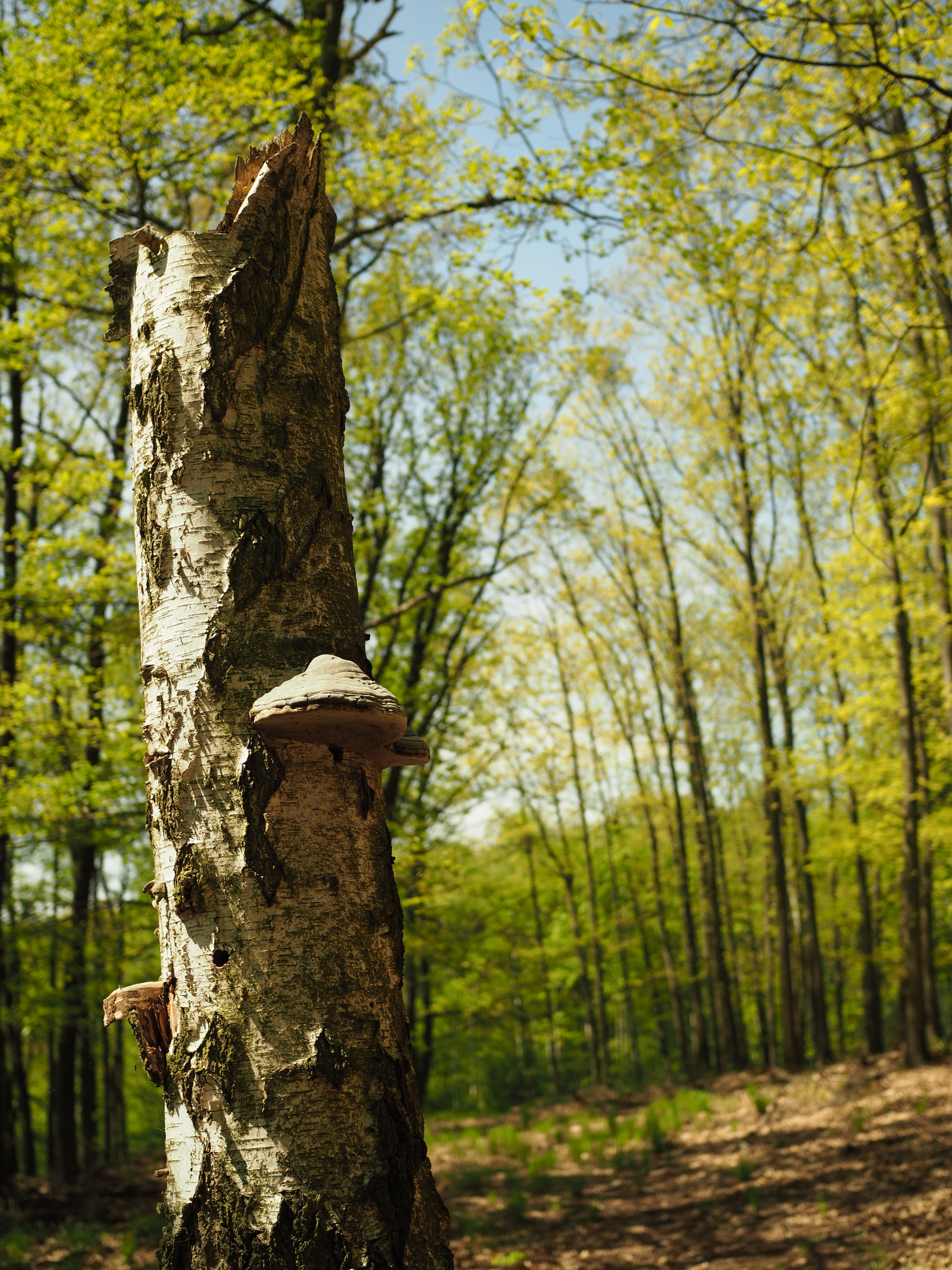
Dřevokazné houby na odumřelém kmeni
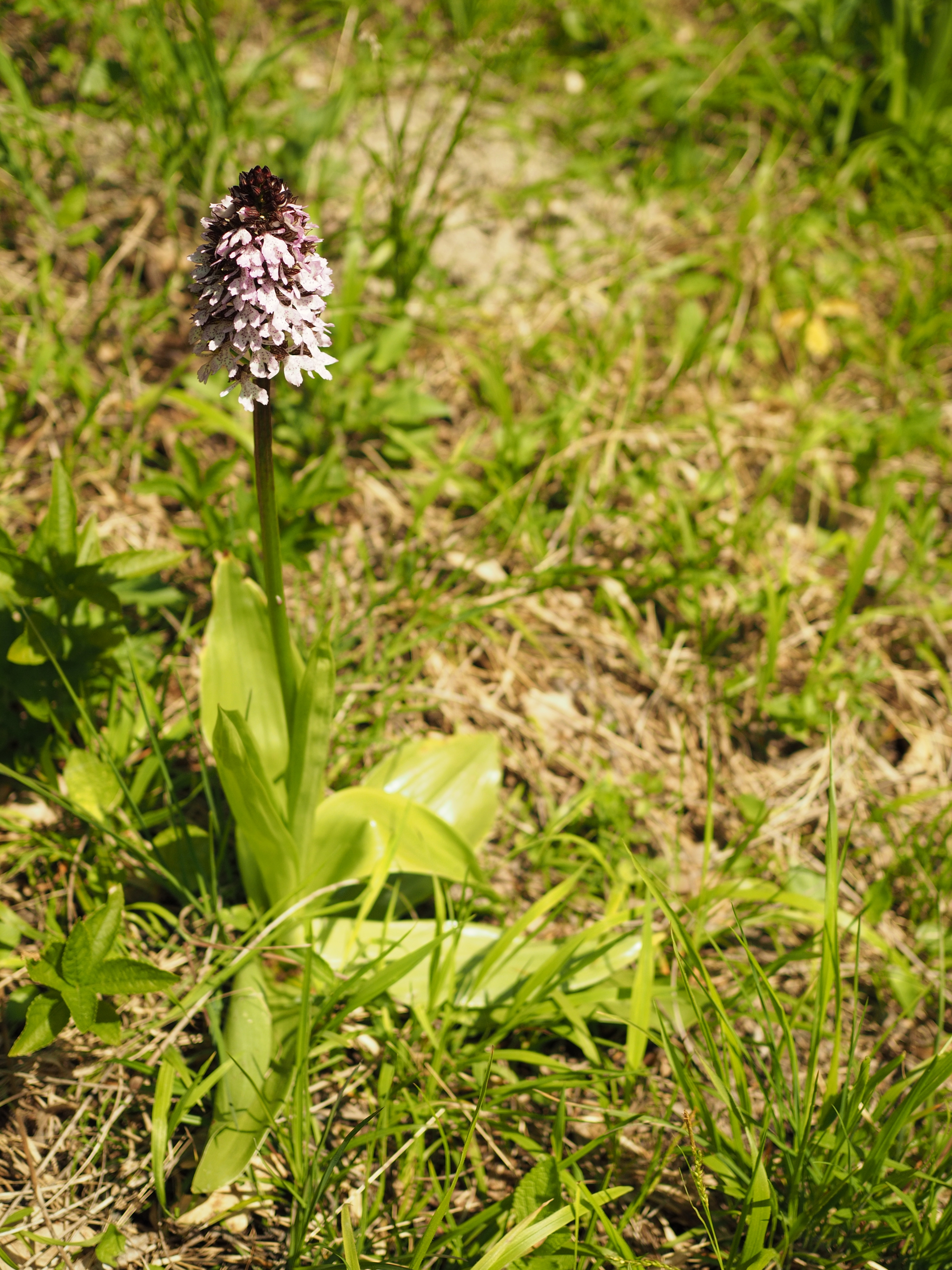
Vstavač nachový (Orchis purpurea)
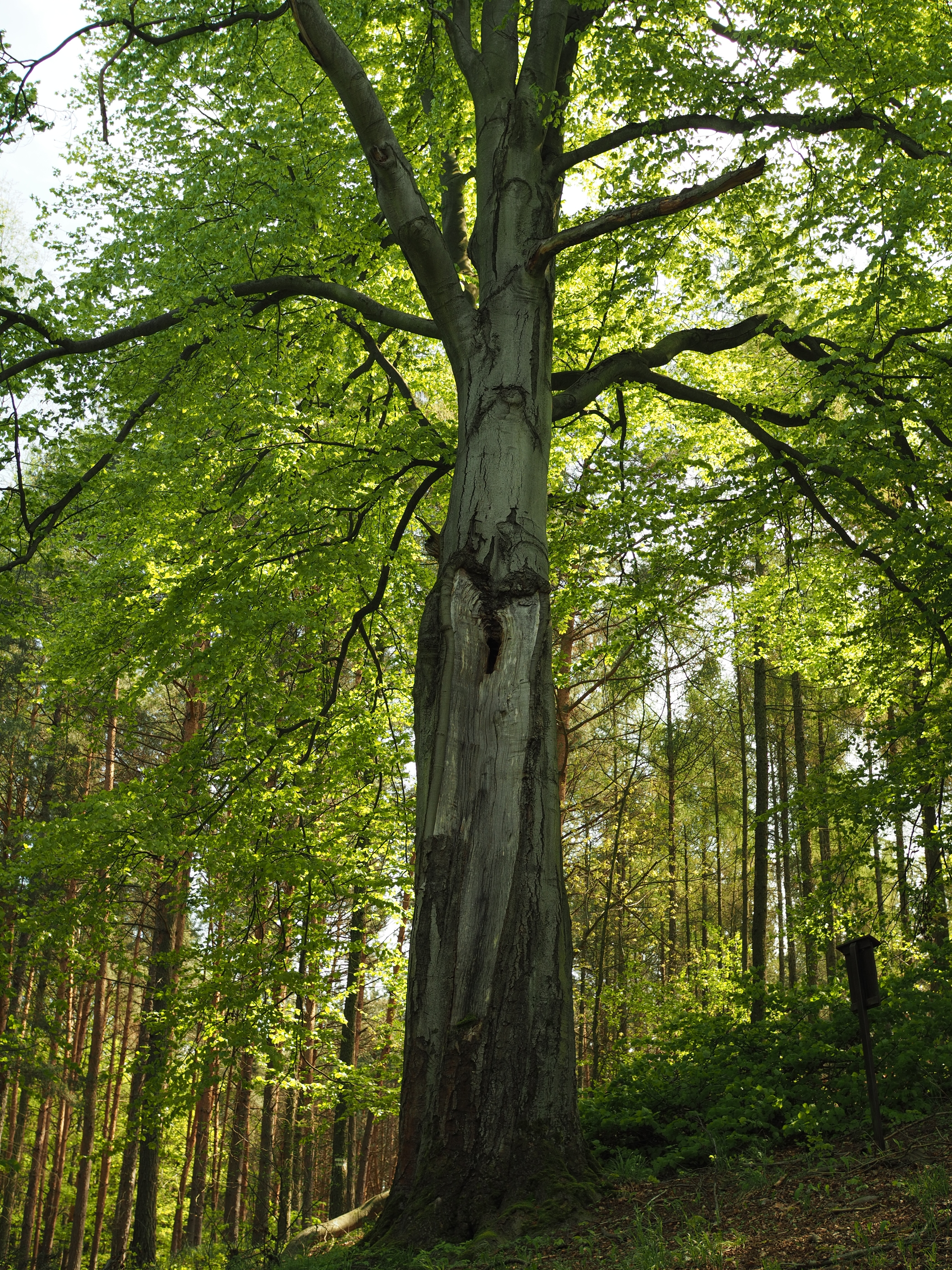
Památný strom Buk v podlesí v rezervaci
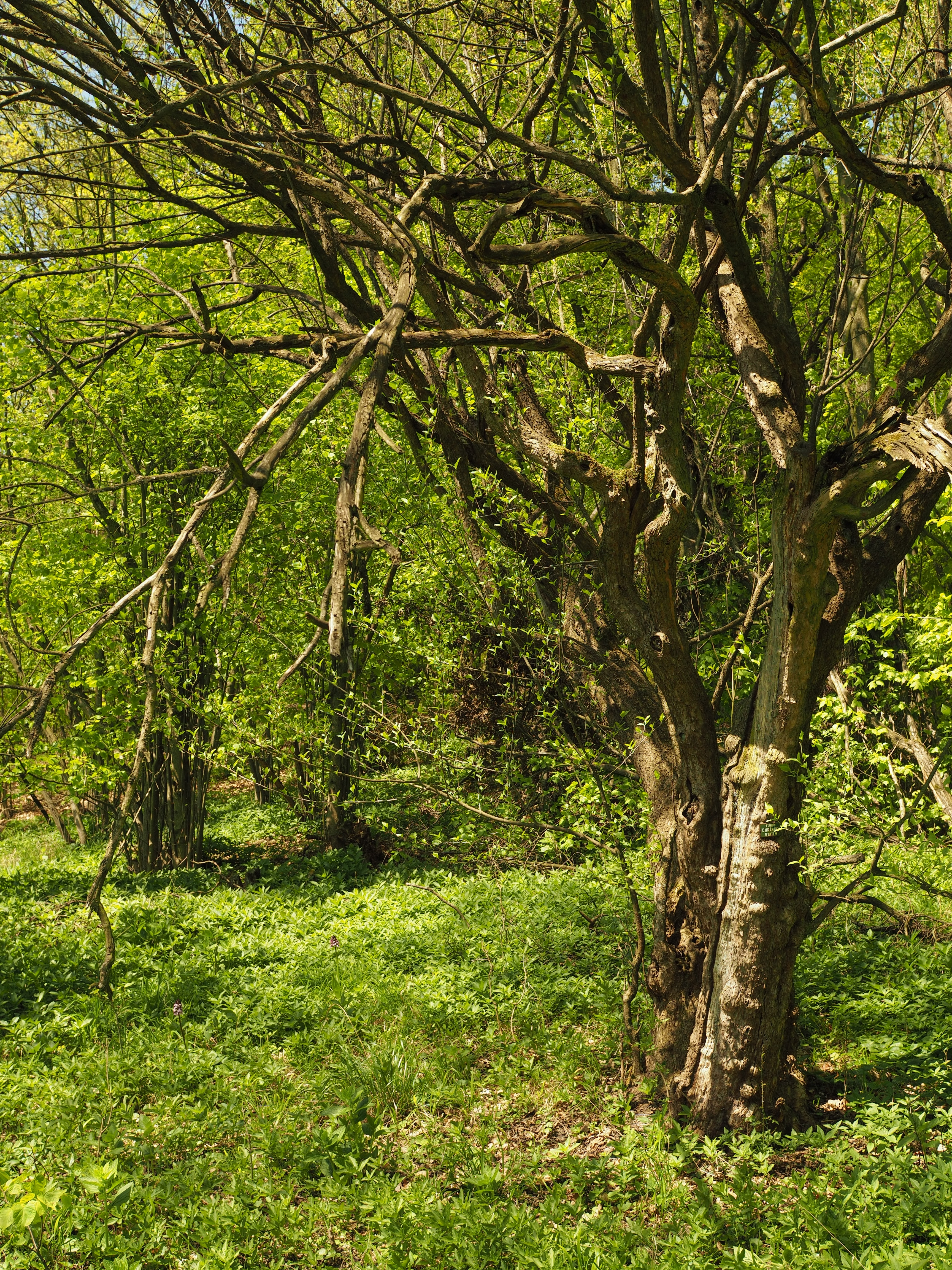
Památný strom Dřín u Mcel v rezervaci